# Miškovići (Pag)
Miškovci est un village de la municipalité de Pag (Comitat de Zadar) en Croatie. Au recensement de 2011, la ville seule comptait 59 habitants.